# Schnitt Acht
A Schnitt Acht amerikai EBM/indusztriális zenei együttes volt.

## Története
Az 1980-as évek végén (pontosabban 1989-ben) alakultak Orlandóban. Alapító tagjai Morgan Lekcirt, Virgil L. Hibbs és Abbot Zigler voltak, később Jeff Paymaster csatlakozott hozzájuk. Első nagylemezük 1990-ben jelent meg. 1994-bsn feloszlottak.
Virgil később megalapította saját együttesét, WIRETRIPN néven. Paymaster, Morgan és Jan Herkach Radioactive Goldfish néven szintén új együttest alapítottak. A Radioactive Goldfish "LSD is the Bomb" című dala felkerült a Billboard Dance Club/Play Songs listára, ahol a nyolcadik helyet szerezte meg. Jeff később több néven készített zenét, többek között Rainbow Bridge és Gypsy Sun neveken. Producerként is dolgozott és Rainbow Bridge néven lemezkiadót is üzemeltetett.

## Diszkográfia
- Subhuman Minds (alternatív címe: Subhuman Minds on the Firing Line) (1990)
- Slash and Burn (1993)